# 十文字一夫
十文字 一夫（じゅうもんじ かずお、1936年4月13日 - 2024年4月14日）は、日本の教育者。元学校法人十文字学園理事長。祖母は同創設者の十文字こと。母は同二代目理事長を務めた十文字良子、父は金門製作所社長の十文字俊夫。東京都出身。

## 人物・来歴
1955年、東京教育大学附属高等学校を卒業。
1959年、慶應義塾大学法学部卒業。
1984年、学校法人十文字学園理事に就任。1987年に同学園の理事長に就任し、学園の運営に尽力した。
2024年4月14日に東京都内の病院で死去。一夫の死後は妻の十文字佑子が理事長に就任した。